# KPV (mitragliatrice)
La KPV (in russo Крупнокалиберный пулемёт Владимирова?, Krupnokalibernyj pulemët Vladimirova, o КПВ) da 14,5 mm è una mitragliatrice pesante sovietica di grande potenza, usata per armare corazzati ruotati come i BTR-60 e i BRDM-2, ma anche come arma contraerea, nelle installazione ZPU-1, -2, -4, dipendenti dal numero delle armi presenti.

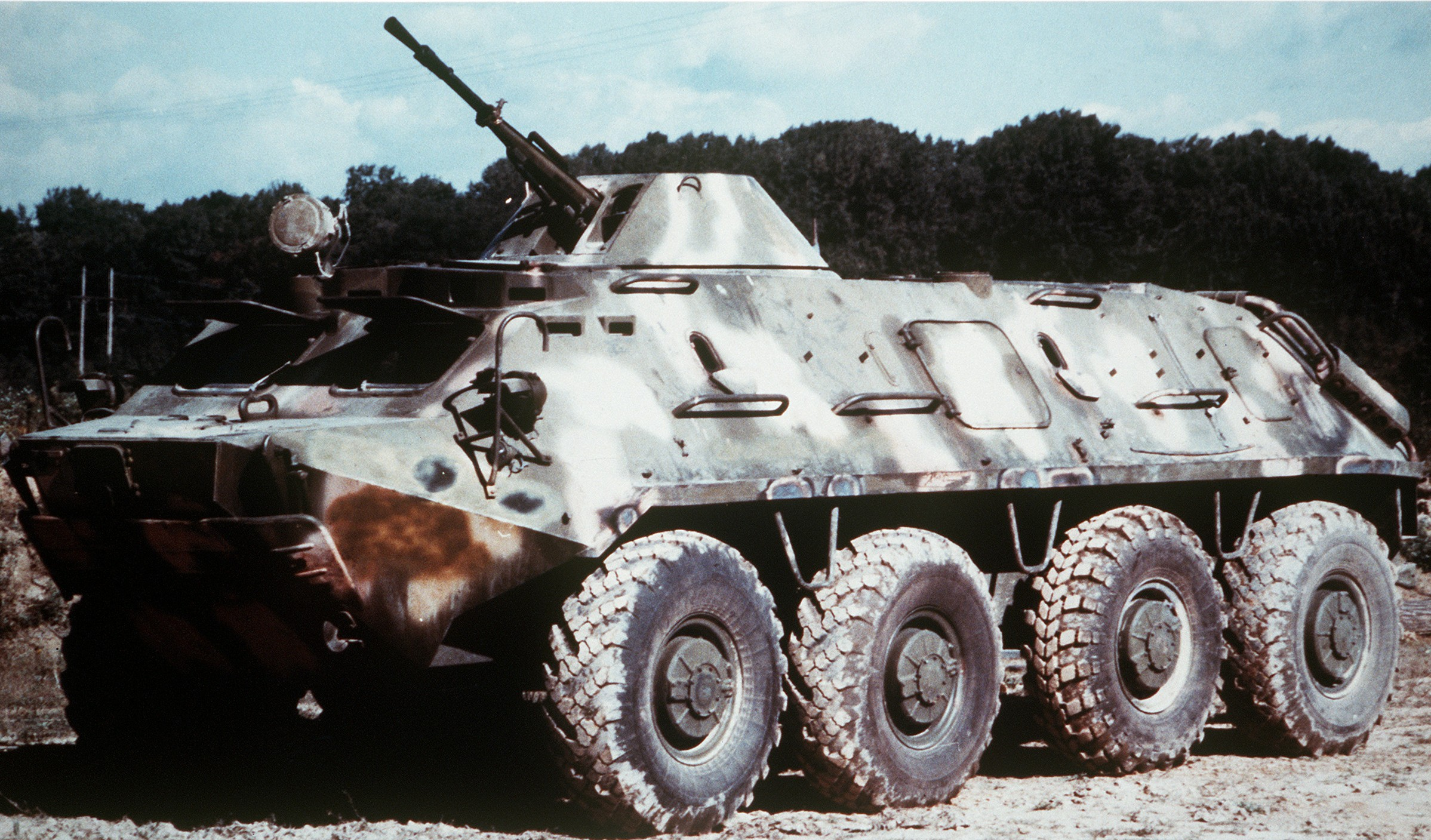
BTR-60PB sovietico armato con KPV da (1989)

Esse sparano ciascuna 600 colpi al minuto da 64 g, a quasi 1000 metri al secondo, con proiettili AP capaci addirittura di perforare più degli ZU-23, 32 mm a 500 metri contro 25 mm.

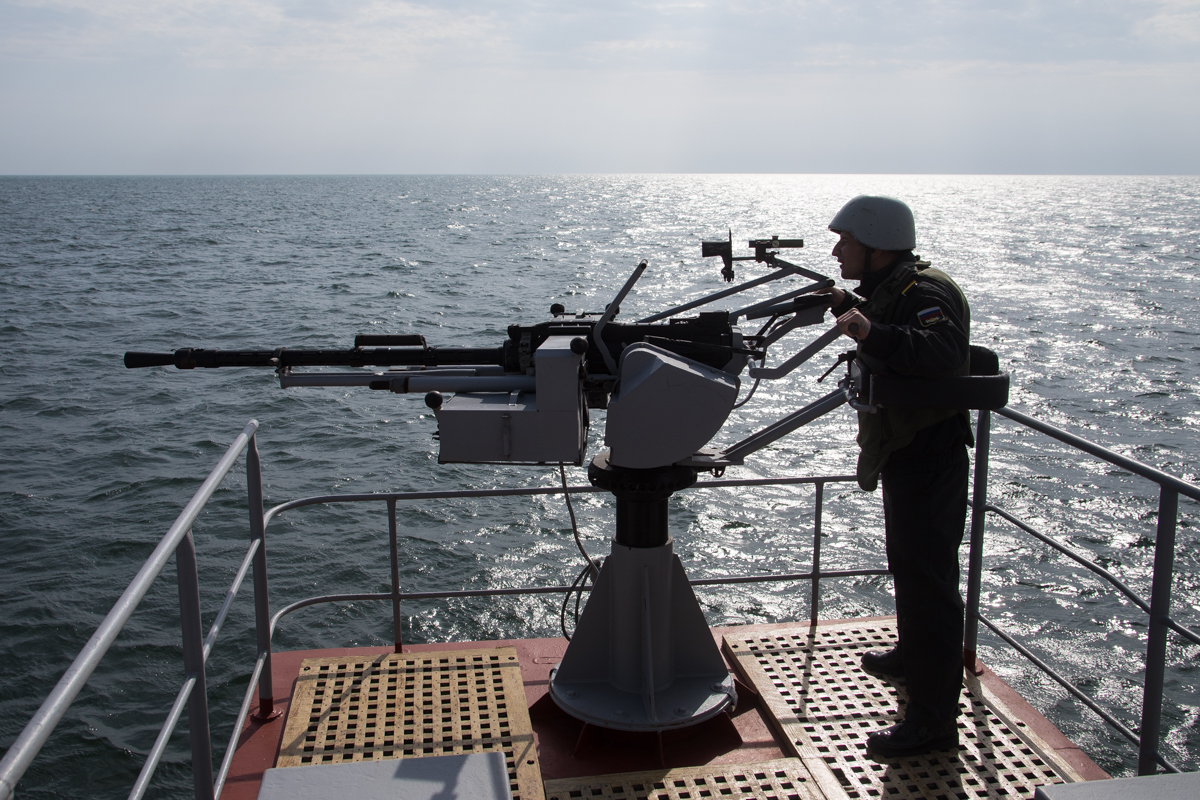
Una KPV usata sull'installazione MTPU da (2017)

La potenza delle KPV, sostanzialmente armi simili ma più potenti della Browning M2, e molto più economiche delle mitragliere da 20 millimetri, è ben apprezzata e sebbene la gittata non ecceda i 1500 metri, esse sono state usate con successo nel ruolo contraereo, specie contro gli elicotteri statunitensi nella guerra del Vietnam. Ma anche contro blindati leggeri esse sono efficaci, con 32 mm di perforazione su distanze di 500 m, abbastanza per perforare un veicolo Humvee a 1 km. Molto popolari ed affidabili, queste armi del dopoguerra sono state sostituite dagli anni '60 dagli ZU-23. Ne esisteva anche una versione binata per veicoli BTR-152, primordiale sistema semovente, simile a quanto realizzato dagli statunitensi con le torri binate da 12,7 mm su autoblinde quali le M8 Greyhound.